# Piotr Archinov
Piotr Andreïevitch Archinov (en russe : Пётр Андреевич Аршинов, en ukrainien : Петро Андрійович Аршинов, né en 1887 et mort en novembre 1938), pseudonyme Piotr Marine, est un communiste libertaire russe.
En 1926, il est l'auteur de la « Plate-forme organisationnelle de l’union générale des anarchistes » qui provoque débat dans le mouvement libertaire russe en exil en France et l'oppose violemment à Voline.
Au début des années 1930, il prend ses distances avec le mouvement anarchiste, se rapproche du pouvoir bolchevik et retourne en URSS où il est fusillé en 1938.

## Illégaliste anarchiste
Né à Andreïevka près de Nijni Lomov dans une famille ouvrière, il est employé en 1904 comme ouvrier serrurier dans les ateliers de Kizyl-Arvat, au Turkménistan près de la mer Caspienne où il adhère à la section bolchevique du Parti social-démocrate de Russie et édite le journal Molot (Le marteau).
En 1906, pour échapper à la police, il se rend à Ekaterinoslav où il se rapproche des anarchistes.
Il travaille à l'usine Chaudoir. Il organise des attaques armées contre les représentants des autorités locales et de la police. Le 22 décembre 1906, il fait sauter le siège de la police dans la banlieue ouvrière d'Amour (par la suite Nijnedneprovsk). Le 7 mars 1907, devant une foule de travailleurs, il abat d'un coup de revolver Vassilenko, le patron des ateliers ferroviaires de Alexandrovska, dans le gouvernement de Iekaterinoslav. Vassilenko avait dénoncé plus de 100 travailleurs ayant participé à une insurrection armée en décembre 1905, certains d'entre eux ont été exécutés et les autres emprisonnés.
Arrêté le 9 mars 1907, il est condamné à mort par pendaison par un tribunal militaire. Dans la nuit du 22 avril 1907, il s'évade avec d'autres prisonniers au cours d'une messe de Pâques. Il fuit à l'étranger.
De retour en Russie en 1909, à l'automne il est arrêté pour propagande anarchiste parmi les travailleurs de Briansk. Il s’évade de la prison avant le procès et passe dans la clandestinité pour faire de la propagande parmi les travailleurs et les paysans des gouvernements de Kostroma et de Smolensk.
Entre mai et juillet 1910, il prend part à différentes « expropriations ».
En août 1910, il est en Autriche à la recherche d'armes et de matériel de propagande. En septembre 1910, il est arrêté par les autorités autrichiennes et déféré aux autorités russes en mai 1911.
En octobre 1911 il est condamné par le tribunal de Moscou à 20 ans de bagne. Il est transféré à la prison de Boutyrka où il rencontre Nestor Makhno avec qui il se lie d’amitié.
Il est libéré après la Révolution de février le 1er mars 1917.
Il est l'un des fondateurs et le secrétaire de la Fédération des groupes anarchistes de Moscou, secrétaire de l’Union pour la propagande de Moscou, organisateur des éditions Golos Truda et du périodique Anarjia (à partir du 19 septembre 1917). Il participe à la conférence des groupes anarchistes de Moscou en juin 1918.
En 1918, il combat pendant la guerre civile en Ukraine aux côtés de Nestor Makhno. Il joue un rôle important dans la Makhnovchtchina, s'occupant avec Voline du département de la culture.
Du 12 au 16 novembre 1918, à Koursk, il participe à la première conférence générale de la Confédération d'organisations anarchistes d'Ukraine, Nabat. Il y retrouve entre autres, Voline, Aron Baron, Fanya Baron, Sénia Fléchine, Mark Mratchnyi, Grigori Gorelik, Nikolaï Dolenko, Efim Yartchouk et Olga Taratuta.
Après la défaite des makhnovistes en 1921, il émigre à Berlin puis en France.

## Platerformismev⁄s[pasclair]Synthétisme
En 1926, avec Nestor Makhno, Ida Mett, Valevsky, Linsky et Ida Mett, il rédige la « Plate-forme organisationnelle de l’union générale des anarchistes ».
La Plate-forme est composée de trois parties : une partie générale, sur le capitalisme et la stratégie pour le renverser ; une partie constructive, sur le projet communiste libertaire et une partie organisationnelle, sur le mouvement anarchiste lui-même.
La partie générale affirme que l’anarchisme n’est pas une « belle fantaisie ni une idée abstraite de philosophie », mais un mouvement révolutionnaire ouvrier. Elle propose une grille d’analyse reposant sur le matérialisme et la lutte des classes comme moteur de l’histoire. Dans une situation révolutionnaire, l’organisation anarchiste doit proposer une orientation « dans tous les domaines de la révolution sociale ». L’enjeu est de « relier la solution de ces problèmes à la conception générale du communisme libertaire ».
La partie constructive propose un projet société transitoire. La production industrielle suit le modèle des soviets fédérés. Pour ce qui est de la consommation et de la question agraire, la Plate-forme se démarque du « communisme de guerre » de Lénine, qui consista à spolier les campagnes pour nourrir les villes. Quant à la défense de la révolution, le modèle est celui de la Makhnovchtchina : « caractère de classe de l’armée », « volontariat », « libre discipline », « soumission complète de l’armée révolutionnaire aux masses ouvrières et paysannes ».
Pour finir, la partie organisationnelle propose quatre « principes fondamentaux » pour une organisation anarchiste : l’unité théorique, l’unité tactique, la responsabilité collective et le fédéralisme.
En avril 1927, Voline et ses amis publie un pamphlet de 40 pages « Réponse à la Plate-forme ». Le ton en est polémique, les auteurs accusent les plate-formistes de vouloir « bolcheviser » l’anarchisme. Chaque point de la Plate-forme y est décortiqué et réfuté. Le caractère de classe de l’anarchisme est nié, l’anarchisme étant également une conception « humanitaire et individuelle ». La partie constructive est comparée au « programme de transition » léniniste. Les principes organisationnels sont assimilés à de la discipline de caserne. Même la défense de la révolution, inspirée de la Makhnovchtchina, est réprouvée. Les auteurs de la Réponse y voient la « création d’un centre politique dirigeant, d’une armée et d’une police se trouvant à la disposition de ce centre, ce qui signifie, au fond, l’inauguration d’une autorité politique transitoire de caractère étatique ».
Voline est partisan de la synthèse anarchiste qui vise à surmonter les divisions internes, tant théoriques qu’organisationnelles, du mouvement anarchiste. Voline propose une synthèse des différents courants du mouvement : communiste-libertaire, anarcho-syndicaliste et individualiste. D'après Voline, ces courants sont apparentés et proches les uns des autres, ils n’existent qu'à cause d’un malentendu artificiel. Il faut donc faire une synthèse théorique et philosophique des doctrines sur lesquelles ils reposent, après quoi on pourra en faire la fusion et envisager la structure et les formes précises d’une organisation représentant ces trois tendances.
Quelques semaines plus tard, Piotr Archinov publie « La réponse aux confusionnistes de l'anarchisme ». La controverse entre synthétistes" et platerformistes se poursuit jusqu’en 1931 : à l’accusation de « bolchevisme » des uns, répond celle de « dilettantisme » des autres. Les termes du débat n'ont guère évolués depuis.

## Retour en URSS et exécution
Sur la suite, Alexandre Skirda écrit : « Découragé par les polémiques continuelles et la situation dépressive du mouvement anarchiste, il avait pris contact avec Sergo Ordjonikidzé, à ce moment proche de Staline et tout-puissant […] qu’il avait connu personnellement une vingtaine d’années auparavant lorsqu’ils partageaient la même cellule en prison [...] Ordjonikidzé lui avait promis de l’aider à rentrer au pays, mais, évidemment, avec des conditions politiques précises : il lui fallait renier toutes ses critiques du bolchevisme et couper avec le mouvement anarchiste […] Archinov publia deux brochures anti anarchistes : Аnarjizm i dikatura proletariata (L'anarchisme et la dictature du prolétariat, Paris, 1931) et Anarjizm i v nashe vreme (L’anarchisme à notre époque, Paris, 1933).
Le 30 juin 1935, il publie Fiasco de l’anarchisme dans les Izvestia où il rompt avec l’anarchisme.
Il retourne en URSS et travaille comme correcteur.
Accusé de « tentative de restauration de l’anarchisme », il est fusillé à Moscou en 1938, d'après Alexandre Skirda.

## Controverses
Il est très sévèrement critiqué par ses anciens camarades. Nestor Makhno le traite de vaniteux qui n'a eu l'occasion de faire quelque chose d'utile qu'en Ukraine puis s'est imaginé comme un leader international de l'anarchisme.
Alexander Berkman écrit qu'il le considère comme quelqu'un de peu important, le soupçonnant de rallier les bolcheviks pour des raisons économiques. Max Nettlau dit plus ou moins la même chose.
Camillo Berneri remarque qu'il n'a pas quitté le mouvement calmement et avec dignité, mais qu'il a claqué la porte derrière lui comme un homme ivre.
C'est presque l'ensemble du mouvement qui le condamne et particulièrement son livre sur le mouvement makhnoviste.
Certains pensent, cependant, que tout cela n'était que ruse et qu'en fait, son but était d'organiser le mouvement anarchiste clandestin en URSS.

## Publications
- Groupe d’anarchistes russes à l’étranger, Plate-forme organisationnelle de l’union générale des anarchistes, 1926, lire en ligne.
- La Makhnovchtchina : l'Insurrection Révolutionnaire en Ukraine de 1918 a 1921, Éditions Spartacus, 2010 (1re éd. 1924), 256 p. (ISBN 978-2-9029-6362-1).
- La réponse aux confusionnistes de l'anarchisme, Paris, 1927, dans Alexandre Skirda, Autonomie individuelle et force collective : les anarchistes et l'organisation de Proudhon à nos jours, A.S., 978-2950213006, 365 p. (ISBN 978-2-9502-1300-6).
- Les deux Octobre, octobre 1927, Alternative libertaire, no 166, octobre 2007, texte intégral.
- Il contribue à l'Encyclopédie anarchiste, initiée par Sébastien Faure, publiée en quatre volumes, entre 1925 et 1934[10].
- Quelques écrits de Piotr Archinov, sur la révolution russe et sur l'organisation des anarchistes, texte intégral.

### Notices
- Fondation Pierre Besnard, 2005 : notice biographique.
- Libcom.org : notice biographique.